# Soueast A5
Soueast A5 Yiwu (翼舞) — компактный седан, производившийся с 2018 по 2023 год китайской компанией Soueast Motors. Пришёл на смену Soueast V5 Lingzhi.

## Описание
Впервые A5 Yiwu был представлен в августе 2018 года в Чэнду. Серийно автомобиль начал выпускаться в четвёртом квартале 2018 года. В значительной степени Soueast A5 основан на предшественнике — седане Soueast V5 Lingzhi.
- Soueast A5 Yiwu
- Вид сзади

## Технические характеристики
A5 Yiwu оснащён 1,5-литровым бензиновым двигателем Mitsubishi 4A91 мощностью 120 л. с. и крутящим моментом 143 Н·м в паре с пятиступенчатой механической или бесступенчатой трансмиссией.